# Список умерших в 1939 году
В этой статье представлен список известных людей, умерших в 1939 году.
- См. также: Категория:Умершие в 1939 году

## Январь
- 1 января — Георгий Чулков (59) — организатор литературной жизни времён «серебряного века», известный как создатель теории мистического анархизма.
- 2 января — Роман Дмовский (74) — польский политический деятель и публицист.
- 6 января — Густав Земгалс (67) — второй президент Латвийской Республики.
- 7 января — Владимир Караваев (74) — украинский, российский, советский энтомолог.
- 7 января — Арсений Пимонов (75) — польский общественный деятель.
- 9 января — Юлиус Биттнер (64) — австрийский музыкант и композитор.
- 17 января — Иван Мозжухин (49) — актёр российского немого кино, работал также во Франции, Германии и США.
- 19 января — Михаил Драй-Хмара (49) — украинский поэт-«неоклассик», ученый-славяновед, литературовед, переводчик.
- 25 января — Александр Лукомский (70) — русский военачальник, генерал-лейтенант.
- 28 января — Уильям Йейтс (73) — ирландский англоязычный поэт, драматург, лауреат Нобелевской премии по литературе за 1923 год.
- 31 января — Илья Гинцбург (79) — русский скульптор, профессор художественных мастерских.

## Февраль
- 2 февраля — Ицхак Альтерман (57) — педагог, ивритский детский поэт.
- 2 февраля — Бернхард Грегори (59) — эстонский шахматист.
- 2 февраля — Владимир Шухов (85) — инженер, изобретатель, учёный, почётный член Академии наук СССР (1929), Герой Труда.
- 4 февраля — Эдуард Сепир (55) — американский лингвист и этнолог.
- 5 февраля — Михаил Мандельштам — адвокат, писатель и участник революционного движения в России.
- 6 февраля — Владимир Дранишников — советский дирижёр.
- 10 февраля — Иван Биксон (53) — советский государственный деятель, председатель Специальной коллегии Верховного Суда Белорусской ССР, умер в тюрьме.
- 10 февраля — Пий XI (81) — папа римский с 6 февраля 1922.
- 12 февраля — Сергей Ромов (55) — советский литератор, переводчик, исследователь авангардного искусства и литературы.
- 15 февраля — Кузьма Петров-Водкин (60) — российский и советский живописец-символист, график, теоретик искусства, писатель и педагог.
- 21 февраля — Борис Базаров (45) — советский разведчик-нелегал.
- 22 февраля — Вениамин Агас — начальник особого отдела НКВД СССР, майор государственной безопасности (1935), один из активных участников сталинских репрессий.
- 22 февраля — Михаил Алёхин — деятель советских спецслужб, майор госбезопасности.
- 22 февраля — Николай Антонов-Грицюк (46) — советский государственный и партийный деятель, народный комиссар внутренних дел Кабардино-Балкарской АССР, расстрелян.
- 22 февраля — Дереник Апресян (34) — деятель советских органов госбезопасности.
- 22 февраля — Николай Быстрых (46) — комиссар государственной безопасности 3-го ранга.
- 22 февраля — Израиль Плинер (43) — видный деятель советских органов госбезопасности СССР, дивинтендант. Начальник ГУЛАГ НКВД (1937—1938).
- 23 февраля — Семён Гендин (37) — сотрудник советских органов госбезопасности.
- 23 февраля — Дмитрий Гречухин (35) — деятель ВЧК — ОГПУ — НКВД, начальник Управления НКВД по Ростовской области, майор государственной безопасности (1938), расстрелян.
- 23 февраля — Александр Егоров (55) — советский военачальник, один из первых Маршалов Советского Союза.
- 23 февраля — Герасим Иванов (32) — советский политический деятель, 1-й секретарь Чувашского областного комитета ВКП(б) (1937—1938), расстрелян.
- 23 февраля — Александр Косарев (35) — советский государственный и партийный деятель.
- 25 февраля — Иван Алексеев (43) — советский политический деятель, 1-й секретарь Новосибирского областного комитета ВКП(б) (1933—1934), расстрелян.
- 25 февраля — Михаил Болдырёв (44) — советский государственный и партийный деятель, народный комиссар здравоохранения СССР (1938), расстрелян.
- 25 февраля — Александр Булычёв (40) — советский государственный и партийный деятель, заместитель председателя СНК Кабардино-Балкарской АССР (1938), расстрелян.
- 25 февраля — Пётр Вершков (33) — советский государственный и партийный деятель, 1-й секретарь Саратовского областного комитета ВКП(б) (1938), расстрелян.
- 25 февраля — Константин Гей (43) — советский политический деятель.
- 25 февраля — Алексей Гричманов (42) — советский государственный и партийный деятель, председатель Исполнительного комитета Ленинградского областного Совета (1936—1937), расстрелян.
- 25 февраля — Султан Сегизбаев — советский партийный и государственный деятель.
- 25 февраля — Сергей Соболев — советский партийный деятель.
- 26 февраля — Павел Бабкевич (39) — советский государственный и партийный деятель, народный комиссар внутренних дел Бурят-Монгольской АССР, расстрелян.
- 26 февраля — Борис Беленький (32) — советский государственный и партийный деятель, заместитель председателя СНК Чувашской АССР (1938), расстрелян.
- 26 февраля — Абрам Гилинский (42) — советский государственный деятель.
- 26 февраля — Станислав Косиор (49) — советский политик.
- 26 февраля — Левон Мирзоян (43) — советский, государственный и партийный деятель.
- 26 февраля — Павел Постышев (51) — советский государственный и партийный деятель, организатор масс, партийный пропагандист и публицист.
- 26 февраля — Иван Федько (41) — советский военачальник.
- 26 февраля — Влас Чубарь (48) — советский государственный и партийный деятель.
- 26 февраля — Борис Эльман (38) — советский разведчик.
- 28 февраля — Сакен Сейфуллин (44) — основоположник современной казахской литературы, поэт и писатель, государственный деятель.

## Март
- 1 марта — Давидовский, Константин Алексеевич (56) — советский актёр, заслуженный артист РСФСР.
- 2 марта — Говард Картер (64) — английский археолог и египтолог, открывший в 1922 году в Долине царей близ Луксора гробницу Тутанхамона.
- 2 марта — Оскар Милош (62) — французский поэт и литовский дипломат.
- 3 марта — Дмитрий Берёзин (47) — советский государственный и партийный деятель, председатель Исполнительного комитета Вологодского губернского Совета (1923—1925), расстрелян.
- 3 марта — Константин Бидинский (42) — советский государственный и партийный деятель, 1-й секретарь Организационного бюро ЦК ВКП(б) по Орловской области (1937—1938), расстрелян.
- 3 марта — Фёдор Огородников (72) — русский и советский военный деятель и историк.
- 3 марта — Николай Раттэль (63) — русский генерал, советский военачальник, участник русско-японской, первой мировой и гражданской войн.
- 4 марта — Марк Бочачер — советский литературовед, литературный критик, редактор.
- 6 марта — Александр Борзов (64) — русский советский физико-географ, геоморфолог, картограф, методист, педагог.
- 7 марта — Алексей Бакулин (39) — советский государственный деятель. Депутат Верховного Совета СССР 1 созыва.
- 7 марта — Александр Балтийский (68) — русский и советский военный деятель, комбриг.
- 7 марта — Матвей Берман (40) — советский государственный и партийный деятель, народный комиссар связи СССР (1937—1938), расстрелян.
- 7 марта — Александр Брускин — советский государственный деятель. Член ЦИК СССР 7 созыва, Депутат Верховного Совета СССР 1 созыва.
- 7 марта — Григорий Горбач (40) — деятель ВЧК — ОГПУ — НКВД, начальник Управления НКВД по Хабаровскому краю (1938), старший майор государственной безопасности, расстрелян.
- 7 марта — Адельгейд Попп (70) — деятельница Социал-демократической рабочей партии Австрии, борец за права женщин, родоначальница женского рабочего движения Австрии.
- 7 марта — Лев Хинчук (70) — революционер, советский государственный деятель, дипломат.
- 10 марта — Николай Жалнин (39) — советский политический деятель, народный комиссар снабжения Казакской АССР (1932—1933), расстрелян.
- 11 марта — Елена Муравьёва (71) — артистка оперы, педагог по вокалу.
- 12 марта — Микаил Мушфиг (30) — азербайджанский поэт и писатель.
- 14 марта — Варвара Зарудная (81) — оперная певица (лирическое сопрано) и преподаватель вокала.
- 18 марта — Розалия Шор (44) — советский лингвист и историк литературы.
- 19 марта — Михаил Колодзинский (36) — украинский военный деятель.
- 21 марта — Эвальд Аав (39) — эстонский композитор и хоровой дирижёр, один из основоположников эстонской национальной оперы.
- 23 марта — Альфонс Вормс (70) — видный российский и советский учёный-юрист.
- 29 марта — Сулейман Ахундов (63) — азербайджанский драматург, журналист, детский писатель и педагог.
- 31 марта — Антон Губенко (31) — Герой Советского Союза.

## Апрель
- 1 апреля — Антон Макаренко (51) — советский педагог и писатель.
- 7 апреля — Джозеф Алоизиус Лайонс (59) — австралийский государственный деятель, премьер-министр Австралии (1932-1939).
- 14 апреля — Иоганн Бирн (47) — партийный деятель, заместитель народного комиссара земледелия СССР, директор Московского института землеустройства.
- 14 апреля — Василий Волков (50) — советский государственный и партийный деятель, председатель Исполнительного комитета Пензенского губернского Совета (1918—1919), расстрелян.
- 15 апреля — Михаил Красовский (65) — гражданский инженер, историк архитектуры.
- 15 апреля — Георгий Надсон (71) — российский и советский ботаник, микробиолог, генетик.
- 15 апреля — Гурген Хармандарьян (46) — советский учёный-рентгенолог.
- 16 апреля — Вениамин Свердлов — младший брат Якова Свердлова.
- 16 апреля — Ефрем Эшба (46) — советский и абхазский государственный деятель, один из руководителей борьбы за установление Советской власти в Абхазии.
- 19 апреля — Николай Синельников (84) — режиссёр, актёр, театральный деятель.
- 21 апреля — Иван Губкин (67) — русский учёный-геолог, основатель советской нефтяной геологии, академик АН СССР (1929), вице-президент Академии наук СССР (1936).
- 21 апреля — Рихард Зариньш (69) — российский и латвийский художник, график.
- 23 апреля — Георгий Прокофьев (36) — советский воздухоплаватель.
- 23 апреля — Людмида Сталь (67) — деятель революционного движения в России и международного женского движения.
- 26 апреля — Гавриил Выгодский — российский и советский офтальмолог, глазной хирург, учёный-медик.
- 30 апреля — Лев Гойер (64) — экономист, министр финансов правительства А. В. Колчака.

## Май
- 6 мая — Константин Сомов (69) — русский живописец и график.
- 8 мая — Иосиф Блажевич (47) — российский офицер, советский военачальник, комдив.
- 8 мая — Роберт Лахман — немецкий этномузыковед, лингвист, востоковед.
- 8 мая — Христофор Салнынь (53) — латышский революционер, советский разведчик, бригадный комиссар.
- 10 мая — Владимир Поляков — русский и французский издатель и предприниматель.
- 11 мая — Евгений Миллер (71) — российский военный деятель, генерал-лейтенант (1915), руководитель Белого движения на севере России в 1919—1920; расстрелян.
- 11 мая — Полина Осипенко (31) — советская лётчица; одна из первых женщин, удостоенных звания Герой Советского Союза.
- 11 мая — Анатолий Серов (29) — советский лётчик, Герой Советского Союза. Первый муж киноактрисы Валентины Серовой.
- 13 мая — Владимир Рдултовский (63) — конструктор артиллерийских боеприпасов, взрывных устройств.
- 14 мая — Трифон (Скрипченко) — архимандрит, преподобноисповедник, местночтимый святой Украинской Православной Церкви.
- 15 мая — Павел Ковжун (42) — график, журналист, организатор украинского искусства на Западной Украине.
- 15 мая — Максимилиан Савельев (55) — советский экономист, журналист, партийный и государственный деятель.
- 16 мая — Всеволод Голубович — украинский общественно-политический и государственный деятель.
- 16 мая — Сария Лакоба (35) — жена Нестора Лакоба.
- 19 мая — Карл Радек (53) — советский политический деятель.
- 21 мая — Григорий Сокольников (50) — советский государственный деятель.
- 24 мая — Александр Брюкнер (83) — польский историк литературы и языковед.
- 27 мая — Йозеф Рот (44) — австрийский писатель.

## Июнь
- 6 июня — Дмитрий Святополк-Мирский — русский литературовед, литературный критик, публицист, писал по-русски и по-английски.
- 8 июня — Николай Фореггер (47) — основатель театральной студии Мастерская Фореггера.
- 14 июня — Владислав Ходасевич (53) — русский поэт и критик.
- 15 июня — Артур Лейтон (50) — английский и британский хоккеист на траве, нападающий. Олимпийский чемпион 1920 года.
- 19 июня — Александр Мейер — философский, религиозный и общественный деятель.
- 19 июня — Альфред Хобарт Стэрди (76) — австралийский военный деятель.

## Июль
- 3 июля — Василий Тихонов (27) — Герой Советского Союза.
- 4 июля — Луис Уэйн (78) — английский художник, известный своими многочисленными антропоморфными изображениями котов, кошек и котят.
- 8 июля — Николай Попов (24) — Герой Советского Союза.
- 8 июля — Иван Ремизов (38) — Герой Советского Союза.
- 9 июля — Михаил Аношин (23) — Герой Советского Союза.
- 10 июля — Африкан Киселёв (29) — Герой Советского Союза.
- 10 июля — Василий Кожухов (32) — Герой Советского Союза.
- 12 июля — Михаил Яковлев (35) — Герой Советского Союза.
- 13 июля — Александр Балашов (34) — Герой Советского Союза.
- 14 июля — Василий Пашкевич (82) — советский учёный, специалист в области плодоводства, доктор биологических наук.
- 15 июля — Зинаида Райх (45) — известная российская актриса.
- 17 июля — Михаил Шулейкин (54) — российский радиотехник, академик Академии наук СССР.
- 18 июля — Михаил Кочетов (25) — Герой Советского Союза.
- 18 июля — Витольд Малишевский (65) — польский и российский композитор, выдающийся педагог, профессор Варшавской консерватории.
- 19 июля — Адам Карпинский (41) — польский инженер-механик, авиаконструктор, скалолаз и альпинист.
- 24 июля — Яков Мошковский (34) — советский лётчик и парашютист, майор. Один из пионеров парашютизма в СССР.
- 25 июля — Эдвард фон Ропп (83) — церковный и политический деятель Литвы, Польши и России.
- 27 июля — Малькольм Чэмпион (55) — новозеландский пловец, олимпийский чемпион; первый олимпийский чемпион в истории Новой Зеландии.
- 28 июля — Виктор Хользунов (34) — Герой Советского Союза.
- 31 июля — Уильям Скорсби Рутледж — британский историк, антрополог и этнограф.

## Август
- 3 августа — Виктор Кустов (30) — Герой Советского Союза.
- 3 августа — Михаил Фридлянд — поэт, писатель, педагог, общественный деятель.
- 9 августа — Александр Шмидт (68) — русский, советский, узбекский востоковед-арабист.
- 14 августа — Исаак Бродский (55) — советский российский живописец и график.
- 20 августа — Пётр Красиков (68) — русский революционер и советский политический деятель.
- 22 августа — Юлий Гессен — российский историк, литератор, автор научных работ по истории еврейского народа.
- 23 августа — Андрей Ермаков (34) — Герой Советского Союза.
- 24 августа — Иван Бронец — младший командир Рабоче-крестьянской Красной Армии, участник боёв на Халхин-Голе, Герой Советского Союза.
- 24 августа — Степан Поднавозный (22) — Герой Советского Союза.
- 24 августа — Александр Суворов (30) — Герой Советского Союза.
- 25 августа — Михаил Бурмистров (37) — Герой Советского Союза.
- 27 августа — Исаак Дуван — выдающийся актёр и режиссёр, крупный театральный деятель.
- 28 августа — Виктор Аминев (26) — Герой Советского Союза.
- 28 августа — Николай Грухин (37) — Герой Советского Союза.
- 28 августа — Александр Московский (32) — Герой Советского Союза.
- 29 августа — Николай Глазыкин (28) — Герой Советского Союза.
- 29 августа — Виктор Рахов (25) — Герой Советского Союза.
- 30 августа — Ольга Добиаш-Рождественская — российский и советский историк — медиевист, палеограф и писательница, член-корреспондент АН СССР.

## Сентябрь
- 5 сентября — Николай Левитский (56) — украинский общественно-политический деятель, дипломат, юрист, революционер.
- 9 сентября — Борис Евелинов — российский артист и режиссёр, театральный антрепренёр, автор либретто оперетт, правовед.
- 11 сентября — Константин Коровин (77) — русский живописец и театральный художник.
- 12 сентября — Фёдор Раскольников (47) — советский военный и государственный деятель, дипломат, писатель и журналист; невозвращенец; пневмония либо заказное убийство.
- 14 сентября — Арменак Шахмурадян — армянский оперный певец.
- 16 сентября — Сергей Грицевец (30) — майор РККА, герой Гражданской войны в Испании и боёв на Халхин-Голе, первый в стране дважды Герой Советского Союза.
- 20 сентября (предположительно) — Тадеуш Доленга-Мостович (41) — польский писатель и журналист; убит.
- 22 сентября — Вернер фон Фрич (59) — генерал-полковник вермахта, первый немецкий генерал, погибший во Второй мировой войне.
- 23 сентября — Зигмунд Фрейд (83) — австрийский психолог, психиатр и невролог, основатель психоаналитической школы, терапевтического направления в психологии.
- 23 сентября — Мориц Шлуглейт — русский и советский театральный актёр и театральный деятель.
- 24 сентября — Оскар Сосновский — польский архитектор и реставратор.
- 25 сентября — Вацлав Боратинский (31) — польский художник, график, автор проектов польских почтовых марок и открыток.
- 26 сентября — Анна Борисоглебская (71) — советская актриса.
- 28 сентября — Самуэль Дикштейн (88) — польский математик, историк науки и педагог еврейского происхождения.

## Октябрь
- 7 октября — Роман Скирмунт (71) — белорусский и польский государственный и политический деятель.
- 16 октября — Михаил Ивченко (39) — украинский писатель, член Всероссийского учредительного собрания.
- 17 октября — Евгений Браудо (57) — российский музыковед, публицист, переводчик.
- 22 октября — Кристиан Гринблат (48) — советский государственный и партийный деятель, ответственный секретарь Кзыл-Джарского — Петропавловского окружного комитета ВКП(б) (1928—1928), умер в тюрьме.
- 29 октября — Альбрехт Вюртембергский (73) — представитель Вюртембергского королевского дома, германский военачальник, генерал-фельдмаршал.
- 29 октября — Ананий Дьяков (43) — белорусский советский государственный деятель, педагог.

## Ноябрь
- 1 ноября — Эдмунд Янковский (36) — польский спортсмен в академической гребле.
- 7 ноября — Андрей Аргунов (73) — российский политический деятель, революционер, один из лидеров Партии социалистов-революционеров.
- 9 ноября — Георгий Куклин (36) — русский советский прозаик, детский писатель.
- 10 ноября — Беимбет Майлин (44) — казахский советский писатель, драматург, один из основоположников казахской советской литературы.
- 13 ноября — Владимир Чернявский — партийный и государственный деятель УССР.
- 19 ноября — Борис Аксентьев — ботаник, гидробиолог, фитопатолог, генетик и селекционер растений.
- 23 ноября — Артур Боданцки (61) — австрийский и американский дирижёр еврейского происхождения.
- 25 ноября — Николай Кренке (48) — советский ботаник.
- 27 ноября — Альфред Симпсон (64) — австралийский промышленник. Мэр Аделаиды.
- 30 ноября — Рувим Брайнин (77) — еврейский публицист, биограф, литературный критик, деятель сионизма, писал на иврите и идише.
- 30 ноября — Макс Складановский (76) — немецкий изобретатель.

## Декабрь
- 2 декабря — Исаак Гольдберг (55) — русский советский писатель, критик, литератор и политический деятель.
- 3 декабря — Владимир Капустин — Герой Советского Союза.
- 6 декабря — Пётр Вещев (40) — Герой Советского Союза.
- 6 декабря — Михаил Дударенко — Герой Советского Союза.
- 8 декабря — Николай Краснов (75) — aкадемик архитектуры, главный архитектор города Ялты, автор проекта Ливадийского дворца.
- 12 декабря — Дмитрий Айналов (77) — российский и советский историк искусства.
- 12 декабря — Кесарь Андреев — Герой Советского Союза.
- 12 декабря — Дмитрий Балаханов — Герой Советского Союза.
- 12 декабря — Николай Никитин (24) — Герой Советского Союза.
- 12 декабря — Дуглас Фэрбенкс (56) — американский актёр, одна из крупнейших звёзд эпохи немого кино; сердечный приступ.
- 13 декабря — Борис Волк — Герой Советского Союза.
- 13 декабря — Василий Груздев — Герой Советского Союза.
- 13 декабря — Михаил Лобастев — Герой Советского Союза.
- 17 декабря — Иван Хапров (20) — Герой Советского Союза.
- 18 декабря — Василий Гутин — Герой Советского Союза.
- 18 декабря — Григор Сюни (63) — советский композитор, общественный деятель.
- 19 декабря — Луасарб Андронников (67) — адвокат, общественный деятель.
- 19 декабря — Дмитрий Граве (76) — Русский советский математик.
- 20 декабря — Степан Казаков — Герой Советского Союза.
- 22 декабря — Василий Петренко (29) — Герой Советского Союза.
- 23 декабря — Михаил Ларин (31) — Герой Советского Союза.
- 25 декабря — Иван Борисов — Герой Советского Союза.
- 26 декабря — Виктор Булавский (21) — командир батареи 402-го гаубичного артиллерийского полка 7-й армии, лейтенант, Герой Советского Союза.
- 27 декабря — Пётр Куксов (31) — Герой Советского Союза.
- 29 декабря — Павел Ивановский (41) — Герой Советского Союза.

## Дата неизвестна или требует уточнения
- Леонид Бекман — российский биолог, кандидат естественных наук, композитор-любитель, автор музыки к песне «В лесу родилась ёлочка» (род. в 1872).
- Лидия Мизинова — российская певица и актриса, друг семьи Чеховых (род. в 1870).